# Boris Ciornei
Boris Ciornei (n. 7 august 1923, Lipnic, Soroca, Regatul României -  d. 5 octombrie 2001, București) a fost un actor român  de teatru și film.

## Biografie
În 1952 a absolvit Institutul de Artă Teatrală.
A lucrat ca actor la Teatrul Mic din București.
La Teatrul Național Radiofonic a jucat în piese radio ca Zăpadă în toiul verii de Guan Hanqing, Primarul cartierului de Eduardo De Filippo, Europolis de Jean Bart, Cercul de cretă caucazian de Bertold Brecht, Din porunca știucii de Aleksandr Pușkin,  Micii burghezi de Maxim Gorki, Năpasta de Ion Luca Caragiale,  Oameni ciudați de Maxim Gorki sau Richard al III-lea de William Shakespeare. Alte roluri „radiofonice”: Ursul și Cerere în căsătorie de Anton Cehov,, Strigoii de Henrik Ibsen.

## Distincții
- Medalia Meritul Cultural clasa I (6 noiembrie 1967) „pentru merite în domeniul artei dramatice”[6]

## Filmografie
- Alarmă în munți (1955)
- Pasărea furtunii - Simion (1956)
- Avalanșa - Țurcanu (1958)
- Cerul n-are gratii (1962) ca Un pictor ratat
- Lupeni ‘29 (1962) ca Ofițerul poet
- Serbările galante (1965)
- Golgota (1966)
- Brigada Diverse intră în acțiune (1970) - Ion Marin Petrache
- Lupul mărilor (1972) ca Louis
- Răzbunarea (1972) ca Louis
- Despre o anume fericire (1973) ca Mincu
- Filip cel bun (1975) - Marin
- Tată de duminică (1975) - maistrul mecanic Manole
- Cantemir (1975)
- Casa de la miezul nopții (1976) - constructorul cabanei
- Prin cenușa imperiului (1976) - pescarul român
- Roșcovanul (1976) - meșterul cizmar
- Serenadă pentru etajul XII (1976)
- Buzduganul cu trei peceți (1977) - Vintilă
- Războiul Independenței: Eroi au fost, eroi sunt încă (1977)
- Trepte pe cer (1978) - oșeanul vârstnic
- E-atît de-aproape fericirea (1978)
- Pentru patrie (1978)
- Al patrulea stol (1979) - Bogoiu
- Cântec pentru fiul meu (1980) ca Voicu
- Tridentul nu răspunde (1980) ca Lotreanu
- Terente, regele bălților (1995)

## Legături externe
- http://www.cinemagia.ro/actori/boris-ciornei-8896/
- http://www.cinemarx.ro/persoane/Boris-Ciornei-99238.html Arhivat în 28 august 2016, la Wayback Machine.
- http://www.imdb.com/name/nm0162574/
- http://www.istoriafilmuluiromanesc.ro/actor-film-romanesc~boris-ciornei~240